# Банк Неаполя
Банк Неаполя (итал. Banco di Napoli S.p.A) — итальянский банк, основанный в 1539 году и являвшийся одним из старейших в мире по дате основания. До 2002 года банк являлся независимым, пока его не приобрела банковская группа Sanpaolo IMI; позже он стал фактически дочерним предприятием Intesa Sanpaolo. В феврале 2018 года Intesa Sanpaolo объявила об изменениях в бизнес-плане, которые предусматривали закрытие банка Неаполя и ряда других брендов, а также поглощении его собственно предприятием Intesa Sanpaolo S.p.A.

## История
Корни Банка Неаполя восходят к первым историческим банкам Италии, которые появились в современном виде в Неаполе в XVI — XVII веках. Одним из предков Банка Неаполя является Банк Аннунциата (итал. Banco dell'Annunziata), основанный в 1463 году. В 1539 году в Неаполе появился так называемый «Банк благочестия» (итал. Banco della Pietà), являвшийся одним из видов ломбардов — «монте ди пьета» (дословно — «гора благочестия»)». Этот банк выдавал беспроцентные кредиты, а с 1584 года открывал вклады: в том же 1584 году банк был официально признан со стороны вице-короля Неаполя.
С 1587 по 1640 годы в Неаполе были открыты семь банков, которые оказывали аналогичные услуги и действовавшие независимо друг от друга:
- Banco dei Poveri (1563)
- Banco della Santissima Annunziata (1587)
- Banco del Popolo (1589)
- Banco dello Spirito Santo (1590)
- Banco di Sant'Eligio (1592)
- Banco di San Giacomo e Vittoria (1597)
- Banco del Salvatore (1640)

В 1794 году король Неаполя Фердинанд IV подписал распоряжение об объединении всех восьми банков в единый Национальный банк Неаполя (итал. Banco Nazionale di Napoli). В течение XIX века в связи с неоднократными политическими изменениями в Италии этот банк многократно переименовывался и менял свою структуру, переходя то под контроль Бурбонов, то под власть Наполеона, то под власть маршала Мюрата: правивший в 1806—1815 годах Неаполем, Мюрат попытался преобразовать банк в общество с ограниченной ответственностью наподобие Банка Франции и создать Банк Обеих Сицилий (итал. Banco delle Due Sicilie). Этот банк должен был исполнять те же самые функции с помощью двух организаций: Cassa di Corte и Cassa dei Privati. В 1849 году революционные события привели к потере Сицилии, на которой появился собственный сицилийский национальный банк. В 1861 году после объединения Италии банк стал называться Банком Неаполя и отчасти отвечать за эмиссию банкнот в Королевстве Италии на протяжении 65 лет (до 1926 года).
В 1936 году он поглотил Сельскохозяйственный коммерческий банк для Юга Италии, а в банках появились специальные отделы для средне- и долгосрочного кредитования отраслей хозяйства. К 1968 году Банк Неаполя насчитывал 480 отделений в Италии и имел филиалы в США, Аргентине, Сомали, Эфиопии, Ливии и представительства в Великобритании, США, Швейцарии, Франции, Бельгии, ФРГ, Аргентине. Акционерный и резервный капиталы банка на конец 1968 года составляли 90 млрд лир, депозиты — около 2152 млрд лир.
В 1991 году после принятия закона Амато банковской деятельностью занялось созданное акционерное общество (società per azioni) под названием «Banco di Napoli» как дочернее предприятие: оригинальное же было преобразовано в банковский фонд под названием «Фонд Банка Неаполя». Однако банк вскоре обанкротился, в связи с чем прошёл процедуру национализации.
В 1997 году состоялась повторная приватизация банка: был создан плохой банк Società per la Gestione di Attività (SGA) и дочернее предприятие ISVEIMER. 60% акций банка были приобретены Национальным институтом страхования (итал. Nazionale delle Assicurazioni, ныне Generali Italia) и банком Banca Nazionale del Lavoro через холдинг INASSIT (позже Banco di Napoli Holding). Позже холдинговую компанию продали группе Sanpaolo IMI.
В конце 2002 года Банк Неаполя был приобретён этой же группой, а в 2003 году был переименован в Sanpaolo Banco di Napoli. Для этого в конце 2002 года прежнее предприятие Banco di Napoli S.p.A. поглотила управляющая компания Sanpaolo IMI, а новое дочернее предприятие появилось в апреле 2003 года под названием Sanpaolo Banco di Napoli S.p.A., заполучив контроль над всеми активами прежнего Банка Неаполя 1 июля 2003 года. В декабре 2006 года после слияния Banca Intesa и Sanpaolo IMI новый банк стал частью группы Intesa Sanpaolo под названием Banco di Napoli S.p.A..
26 ноября 2018 года Банк Неаполя окончательно был закрыт, его имущество и структура были интегрированы в группу Intesa Sanpaolo.

## Корпоративная структура
Включение банка Неаполя в группу Sanpaolo IMI в 2000 году привело к сокращению территории, на которой функционировал и проводил свои операции банк: в Северной и Центральной Европе были закрыты все филиалы, так как зона их деятельности пересекалась с зоной деятельности материнского предприятия; часть филиалов переехала в другие города. Вместе с тем южные филиалы Sanpaolo IMI были переведены в состав нового банка Sanpaolo Banco di Napoli. В итальянских областях Абруцци, Молизе и Лацио, которые исторически в зону обслуживания банка Неаполя не входили, филиалы изначально также были включены в Sanpaolo, но затем в Абруцци и Молизе эти филиалы были переведены под контроль Banca dell'Adriatico.
По состоянию на 2009 год отделения банка Неаполя присутствовали в Кампании, Апулии, Базиликате и Калабрии, за исключением римского филиала в Палаццо-Монтечиторио. Всего в стране было 687 отделений банка, численность сотрудников достигала 5750 человек.